# Виноградов, Всеволод Алексеевич
Всеволод Алексеевич Виноградов (14 февраля 1915 — 13 сентября 1967) — советский футболист и хоккеист, вратарь. Заслуженный тренер СССР по хоккею с мячом (1957).

## Биография
Играл в футбол в составе московских команд «Торпедо», ЦДКА (в годы войны), МВО, «Профсоюзы», «Пищевик».
Также играл в хоккей с мячом.
В 1947 году пополнил куйбышевские «Крылья Советов». Сыграл 16 матчей (другой вратарь - Александр Головкин - выходил на поле 11 раз, а молодой Фигуров - лишь однажды). В следующем сезоне отстоял в воротах 17 матчей (пропустил 33 гола), а в 1949 почти все игры чемпионата (30 матчей, пропустил 54 гола).
Последние три сезона своей вратарской карьеры (1950—1952) провел в рижской «Даугаве».
В 1954—1960 годах был главным тренером сборной СССР по хоккею с мячом. После победы на первом чемпионате мира по хоккею с мячом (1957) был удостоен почётного звания Заслуженный тренер СССР.